# Mercantilisme
Vous lisez un « article de qualité » labellisé en 2006.

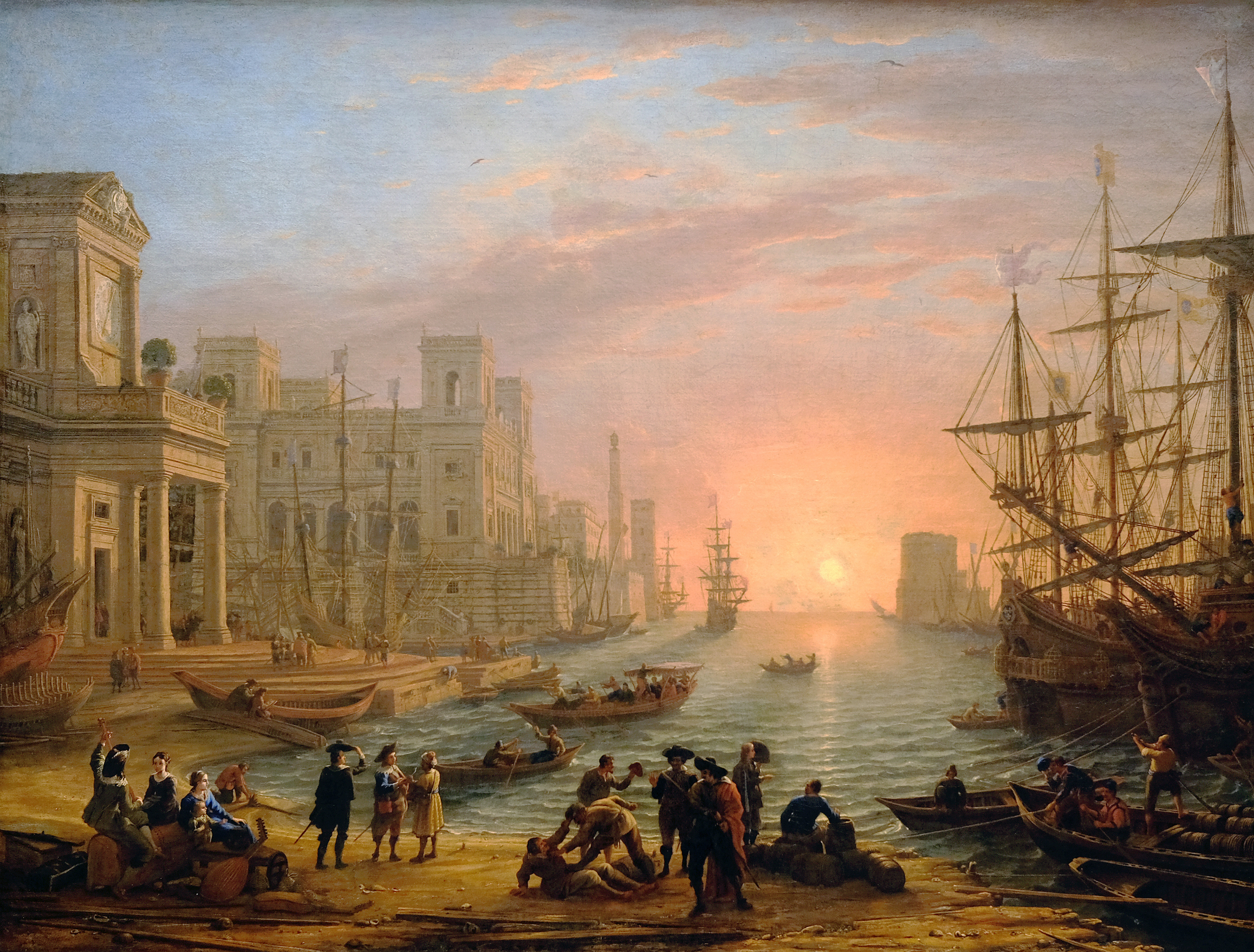
Le Lorrain, Port de mer au soleil couchant, 1639.

Le mercantilisme est un courant de la pensée économique contemporain de la colonisation du Nouveau Monde et du triomphe de la monarchie absolue, depuis le XVIe siècle jusqu'au milieu du XVIIIe siècle en Europe.
Il considère que « le prince, dont la puissance repose sur l'or et sa collecte par l'impôt, doit s'appuyer sur la classe des marchands et favoriser l'essor industriel et commercial de la Nation afin qu'un excédent commercial permette l'entrée des métaux précieux ».
Cette croyance se généralise et plaide en faveur d'une vision dynamique de la politique de l'économie nationale. Les tenants du mercantilisme prônent le développement économique par l'enrichissement des nations au moyen d'un commerce extérieur convenablement organisé en vue de dégager un excédent de la balance commerciale. Résultat qui est obtenu par un investissement raisonné et volontaire dans des grosses activités économiques à rendement croissant, comme l'avait identifié l'économiste italien Antonio Serra dès 1613. Pour ce faire, l'État se trouve investi de la responsabilité de développer la richesse nationale, en adoptant des politiques pertinentes de nature défensive (protectionnisme) mais aussi offensive (favorisant l'exportation et l'industrialisation).
De nos jours, la discussion de la pertinence et de la validité des idées mercantilistes refait surface, notamment dans le débat contemporain sur la mondialisation, le libre-échange, et le protectionnisme.

## Étymologie
Le terme vient du latin mercari, « faire du commerce », issu de la racine merx, « marchandise ».
Le marquis de Mirabeau est le premier a employer le terme de « système mercantile » en 1763, expression reprise par Adam Smith en 1776, et qui deviendra « mercantilisme » sous la plume des auteurs de l'école historique allemande au cours du XIXe siècle.

## Origines du concept
Pour certains auteurs le mercantilisme n'est pas un courant de pensée en tant que tel. Pour plusieurs historiens de la pensée économique, comme Joseph Schumpeter et Lars Magnusson, le mercantilisme a pris corps en tant que système au XIXe siècle pour justifier la naissance de la théorie classique fondée sur le libre-échange, les rendements décroissants et l'équilibre général. La naissance d'un système théorique complet se conçoit mieux lorsqu'elle se trouve être en opposition avec une autre pensée supposée être tout aussi systématique.
D'autres, comme Georges Lefranc, sont d'un avis contraire : pour ces derniers, le mercantilisme marque une rupture remarquable. Jusqu'au XVIe siècle en effet, la théorie économique tient peu de place. Le mercantilisme va contribuer à la faire apparaître dans le débat public. Et cette doctrine prend corps dans un contexte doublement favorable et porteur : d'une part, au lendemain des découvertes maritimes ; d'autre part, à l'époque de l'émergence des États-nations. Du XVIe au XVIIIe siècle, le mercantilisme se constitue progressivement en formalisant et en unifiant les « usages et bonnes pratiques » de la théorie mercantile. Par la suite, les formulations deviennent plus élaborées et plus volontaristes, comme celle promue et systématisée en France par Jean-Baptiste Colbert (le colbertisme).
Au cours de cette période, une littérature diversifiée se répand dans la plupart des nations européennes en s'adaptant aux spécificités nationales :
1. Le bullionisme - influent en Espagne - préconise l'accumulation de métaux précieux par son exploitation et son importation depuis les colonies ;
2. Le colbertisme - mis en œuvre en France - fait de l'État un promoteur actif dans la sphère du Commerce et de l'Industrie ;
3. Le commercialisme - mis en œuvre en Hollande et en Angleterre - voit dans le commerce extérieur la source de la richesse d'un pays ;
4. Le caméralisme - mis en œuvre dans les États Allemands - propose que l'État se fasse davantage le promoteur actif de la prospérité collective.

Conséquence de cette rupture :
- Les questions économiques échappent aux théologiens, certains d'entre eux devenant eux aussi théoriciens du mercantilisme comme Giovanni Botero. L'autonomisation naissante de l'économie est réalisée par les conseillers des princes et des marchands : Cornelius Houtman est le fondateur en Hollande de la Compagnie des Pays lointains (1592), Montchrestien (1576-1621) est conseiller du prince, Jean Bodin (1530-1596) et Charles de Montesquieu sont magistrats, Jean-Baptiste Colbert et Jacques Necker sont ministres des Finances, Thomas Mun et Josiah Child sont dirigeants de la Compagnie anglaise des Indes orientales, William Petty (1623-1687) est homme d'affaires, John Law et Richard Cantillon sont financiers[5].
- « Une nouvelle classe d'industriels faisant travailler des salariés (groupés ou le plus souvent travaillant à domicile), de marchands et de banquiers se fait jour, (…) qui réussit à échapper aux réglementations corporatives des métiers et aux autorités municipales. Elle a souvent partie liée avec les rois à qui elle prête de l'argent. Son activité consiste uniquement dans la recherche du profit. Appartiennent à cette classe par exemple les Fugger en Autriche aux XVe et XVIe siècles, ou Jacques Cœur en France au XVe siècle »[6].

### Progrès des savoirs, des techniques et des modes de vie
Le mercantilisme se développe en pleine transition de l'économie européenne :
- Progrès techniques dans la navigation (gouvernail d'étambot qui permet de piloter des navires d'une charge utile plus importante) ;
- Développement des centres urbains qui provoque une forte demande de consommation et favorise une croissance rapide du commerce local et/ou international[7] ;
- Introduction du principe de la comptabilité en partie double et de la comptabilité moderne. Cette comptabilité permet de présenter d'une façon claire les flux de commerce, et contribue à l'étude attentive de la balance commerciale[8] ;
- Création de sociétés par actions permanentes (alors qu'autrefois elles ne vivaient que la durée d'une expédition) où les associés n'ont qu'une responsabilité limitée (les commanditaires des systèmes précédents sont engagés de manière illimitée)[4].

### Autonomisation de l'activité économique
Jusqu'au XVIe siècle, la réflexion économique en Europe est principalement l'œuvre des théoriciens scolastiques. L'objectif est de trouver un système économique compatible avec les doctrines chrétiennes de piété et de justice. Les réflexions portent principalement sur les échanges au niveau local entre individus. Inspirées d'Aristote et Platon, et fortement influencées par l'Église, les conceptions économiques d'alors dénoncent la chrématistique, l'accumulation des richesses et le prêt à intérêt. L'activité économique est considérée comme un jeu plutôt statique, à somme nulle, dans lequel ce qui est gagné par l'un est obtenu aux dépens de l'autre.
Les idées mercantilistes marquent la fin de ces représentations. Le mercantilisme apparaît dans un contexte intellectuel où l'humain, avec Copernic et Galilée, passe « du monde clos à l'univers infini ». L'esprit de la Renaissance entend libérer la créativité humaine de l'ordre cosmique prédéterminé :
- Selon Daniel Villey, la dynamique de l'économie passe au premier rang[10] : « La doctrine mercantiliste exalte le développement des marchés, des marchands et du commerce ».
- « Avec le mercantilisme, nous entrons dans une vision globale qui combine une trilogie économique, financière et politique. Les trois gloires mercantilistes sont la dynamique de l'industrie qui permet de conquérir les marchés extérieurs, la soif du gain du commerçant qui s'enrichit, et l'or qui s'accumule et permet à la richesse de se concentrer entre les mains du prince. »[11]
- John Hales (gentilhomme anglais, Membre du Parlement et de la commission des « clôtures », donc observateur privilégié des mouvements économiques) exprime en 1549 (?) l'idée nouvelle selon laquelle l'enrichissement est la vraie fin de l'activité humaine. Les individus qui se livrent au négoce forment une « République » (common weal) dont le ciment est l'intérêt économique, la recherche de la richesse par chacun étant favorable à l'enrichissement des autres : « Chaque individu est membre de la "République" et tout métier lucratif pour l'un peut l'être aussi pour qui voudra l'exercer également ; ce qui est profitable à l'un le sera donc aussi à son voisin et, en conséquence, à tout le monde »[12].

La nouvelle « mentalité mercantiliste » coïncide avec ces objectifs et met en avant la problématique de l'enrichissement à partir d'activités ayant un rendement croissant (fabriquer et vendre des produits manufacturés plutôt que de vendre des produits bruts).
Si la vision mercantiliste justifie les réflexes défensifs (protectionnisme), il serait injuste de ne pas voir que certains de ses courants promeuvent l'idée plus positive et offensive selon laquelle certaines activités économiques sont préférables à d'autres (effets de rendements croissants ou comme dit à l'époque « plus que proportionnels »). Dès 1485, la formule d'Henry VII « exporter des biens manufacturés et importer des produits bruts » résume l'essentiel de ce que sera la politique industrielle anglaise et sa future prospérité.

### Essor des États-Nations

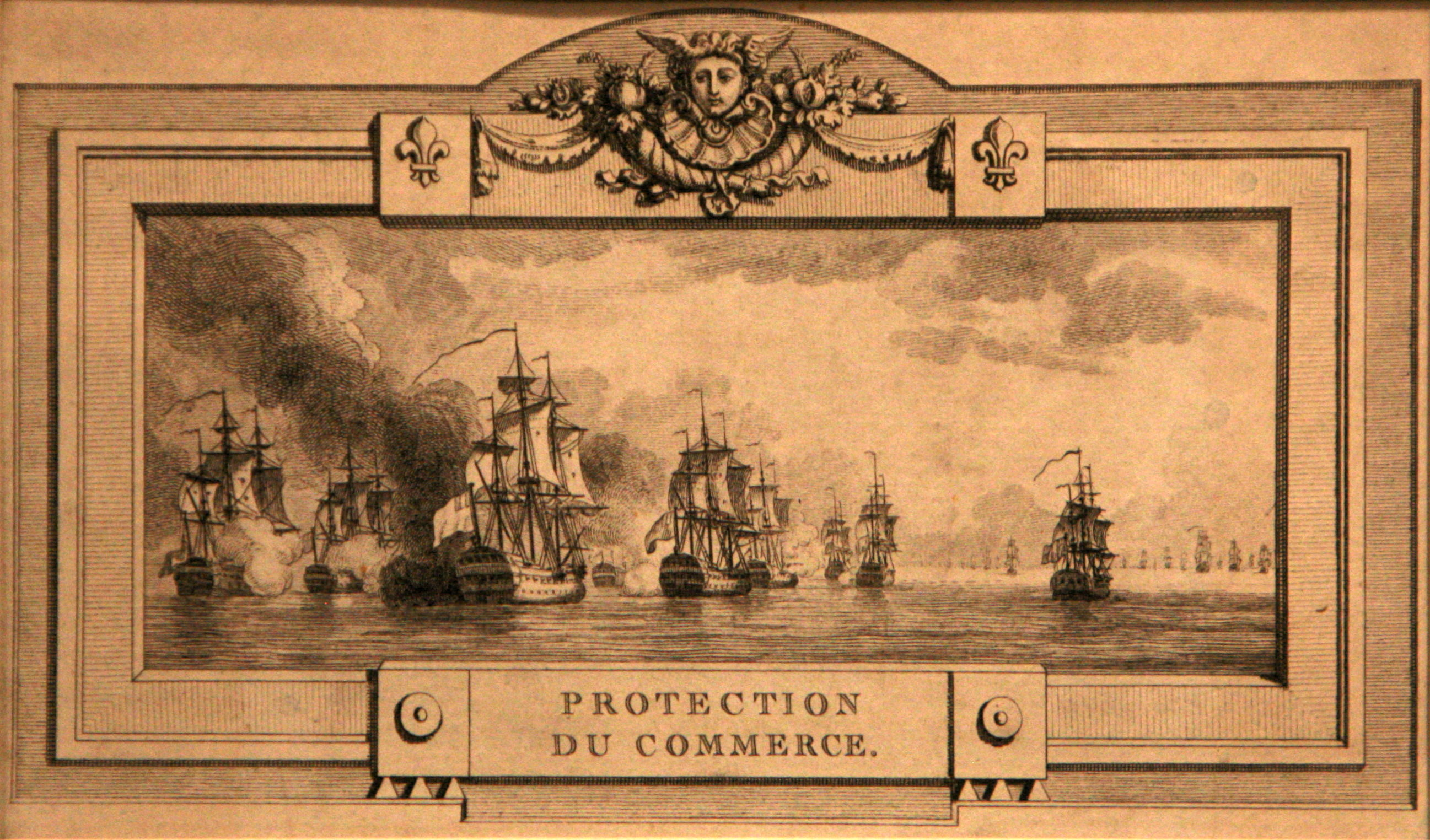
Protection du commerce, l’une des missions essentielles de la Marine française.

Alors que les anciens pouvoirs féodaux cèdent la place à des États-Nations centralisés, le mercantilisme a su correspondre aux besoins de l'époque : il recherche activement les meilleures conditions pour que les nouveaux États soient en mesure d'assurer leurs nouvelles responsabilités, notamment par le biais d'un commerce raisonné et bénéfique.
L'émergence d'idées mercantilistes coïncide avec la montée en puissance d'États-Nations face, d'un côté, à l'universalisme du pouvoir de l'Église, et, de l'autre, au localisme des structures du pouvoir féodal. La période voit la naissance d'un « art du politique », orienté vers l'efficacité pratique (cf. Nicolas Machiavel 1513-1520) puis l'apparition de la primauté de la « raison d'État » dont Giovanni Botero (1589) est le premier théoricien – dans les relations internationales. Mais c'est surtout Jean Bodin, qui, dans Les Six Livres de la République (1576), associe la théorie de la souveraineté de l'État aux idées mercantilistes.
- Ces réflexions se traduisent rapidement par la promulgation de règlements et de législations mercantilistes : ainsi, en Angleterre, les lois sur la navigation (Navigation Act, 1651) mises en place par le gouvernement d'Oliver Cromwell[14] grâce auxquelles la puissance de la Royal Navy assurera la prééminence de ce pays sur le commerce international, après élimination du rival hollandais par les quatre guerres anglo-hollandaises du XVIIIe siècle.
- Les idées mercantilistes alimentent des conflits armés tout au long des XVIIe et XVIIIe siècles. Alors que le stock de richesses est considéré comme relativement fixe, la seule façon d'accroître la richesse d'un pays ne peut se faire qu'au détriment d'un autre. De nombreuses guerres, dont les guerres anglo-hollandaise, franco-hollandaise, et franco-anglaise se déclenchent sur la base d'un « nationalisme économique ».
- Le mercantilisme contribue également au développement de relations économiques plus ou moins forcées et/ou inégales (apparition de l'impérialisme et du colonialisme) : toute nation réputée forte doit chercher à s'emparer de territoires pour obtenir un accès aux matières premières et/ou un débouché à ses activités. Au cours de la période, le pouvoir des nations européennes s'étend tout autour du globe. À l'instar de l'économie intérieure, cette expansion fut souvent le fait de monopoles, tels que la Compagnie des Indes ou la Compagnie de la Baie d'Hudson.

### Montée de l'esprit individualiste
Cette vision pessimiste de la nature humaine (intégrée par exemple aux travaux de Thomas Hobbes) selon laquelle chaque agent essaye de trouver son avantage, fût-ce au détriment des autres, se retrouve également dans la vision puritaine du monde. Pour les membres des nouvelles classes sociales et des nouveaux métiers, la réussite se révèle être une affaire d'action, d'initiative et de volonté largement personnelle. Le « salut individuel » apparaît de plus en plus conditionné par les œuvres, et moins par le statut ou le discours.

## Politiques
Elles sont l'illustration de la diffusion et de l'adaptation des idées mercantilistes dans toute l'Europe au début de la période moderne avec cependant des destins divers :

### Échec en Espagne
Le mercantilisme se résume à un « bullionisme » (idée selon laquelle la possession de métaux précieux fait la richesse et la puissance des nations). Selon C. J. Gignoux cité par Georges Lefranc, op. cit. : « la mentalité qui l'inspire n'est pas celle d'un commerçant, mais d'un propriétaire soucieux de ne rien laisser sortir de son domaine et qui d'ailleurs au terme de ce régime s'épuisera dans une lente et progressive anémie ». La décadence politique et économique de l'Espagne est consacrée en 1588, à la suite de la déroute de l'Invincible Armada. Lors de la crise économique qui la touche au XVIIe siècle, l'Espagne met en place de nombreuses politiques économiques sans trop de cohérence, mais l'adoption par Philippe V d'Espagne des mesures inspirées du « mercantilisme à la française » connaît un succès relatif.

### Brève hégémonie hollandaise
De 1588 jusque vers 1650, les Pays-Bas du Nord sont des précurseurs : une bonne partie de l'empire portugais tombe entre leurs mains. Ils fondent les premières compagnies maritimes et augmentent la charge utile des navires : vers 1650, on estime qu'ils disposent de 16 000 bâtiments (contre 4 000 anglais et 500 français) qu'ils n'hésitent pas à rentabiliser tant à l'exportation qu'à l'importation.
L'activité commerciale est accompagnée par une activité industrielle orientée vers l'exportation. Simultanément, les premières sociétés par actions permanentes et à responsabilité limitée sont créées. La place d'Amsterdam remplace celle d'Anvers, et la Banque d'Amsterdam est créée en 1609. En 1611, est créée la première Bourse réunissant les négociants en un lieu déterminé et à heures fixes. Sur le plan du Droit, leur juriste Grotius (1609) formule le principe de la « liberté des mers » et conteste toute idée de « partage du monde ».
« L'opulence parfois un peu vaniteuse des riches bourgeois hollandais frappe les contemporains. Huet, évêque d'Avranches, admire qu'une poignée de marchands réfugiés dans ce petit pays, qui ne produit pas à beaucoup près de quoi nourrir ses habitants, ait abattu la puissance énorme de la monarchie d'Espagne et ait fondé un État puissant qui fait équilibre entre toutes les autres puissances ».

### Colbertisme

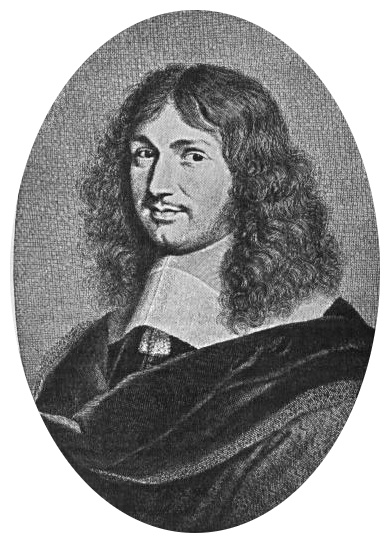
Ministre français des Finances et mercantiliste, Jean-Baptiste Colbert.

En France, le mercantilisme voit le jour au début du XVIe siècle, peu de temps après l'affermissement de la monarchie. En 1539, un décret royal interdit l'importation de marchandises à base de laine d'Espagne et d'une partie de la Flandre. L'année suivante, des restrictions sont imposées à l'exportation d'or. Des mesures protectionnistes se multiplient tout au long du siècle.
Jean-Baptiste Colbert (1619-1683), Contrôleur général des finances pendant dix-huit ans (1665-1683), est le principal instigateur des idées mercantilistes en France, ce qui conduit certains à parler de colbertisme pour désigner le mercantilisme français.
Sous Colbert, le gouvernement français s'implique de façon importante dans l'économie afin d'accroître les exportations en créant des manufactures, voire des « villages-usines ». Ainsi par exemple, la « ville nouvelle » de Villeneuvette est construite pour fabriquer des draps adaptés aux débouchés orientaux de la Méditerranée : « Nous avons approuvé l'établissement qui a été fait sous notre bon plaisir d'une Manufacture de draps à Villeneuve-lez-Clermont, diocèse de Lodève en notre province de Languedoc ».
Colbert intervient également pour abaisser les obstacles au commerce en réduisant les droits de douane intérieurs et en construisant un important réseau de routes et canaux. Les politiques menées par Colbert sont dans l'ensemble efficaces, et permettent à l'industrie et à l'économie françaises de croître considérablement durant cette période, faisant de la France une des plus grandes puissances européennes. Malgré ces politiques efficaces, l'Angleterre et la Hollande devancent toujours la France.

### Angleterre, puissance protectionniste

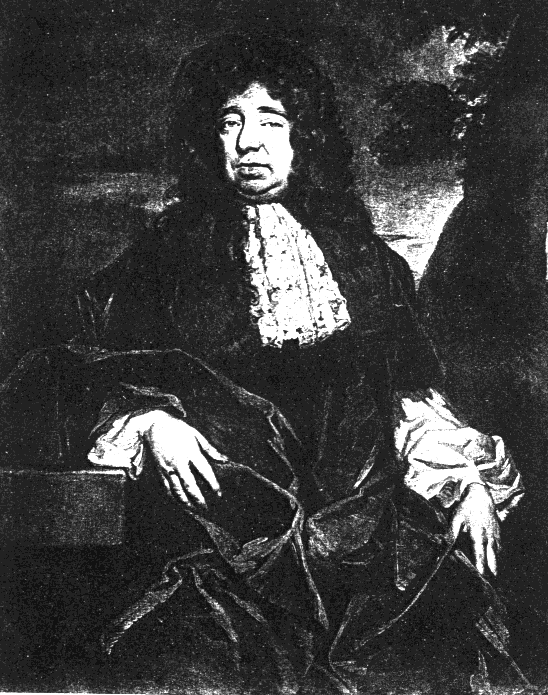
William Petty, dont l’ouvrage sur l'arithmétique politique pose les bases de l'économie politique et de la démographie en proposant l'utilisation des statistiques en matière de gestion publique.

En Angleterre, le mercantilisme atteint son apogée durant la période du Long Parliament (1640-1660). Les politiques mercantilistes sont aussi appliquées durant les périodes Tudor et Stuart, avec notamment Robert Walpole comme principal partisan. Le contrôle du Roi sur l'économie domestique est tout d'abord moins important que dans le reste du continent, en raison de la tradition de la Common law, mais le pouvoir croissant du parlement le remplace, après les deux révolutions anglaises.
Les monopoles contrôlés par l'État ne sont pas rares, notamment avant la Première Révolution anglaise. Mais leur existence fait l'objet de débats, car les auteurs mercantilistes anglais sont partagés sur la nécessité d'un contrôle de l'économie intérieure. Le mercantilisme anglais s'intéresse surtout au contrôle du commerce international. Une large gamme de régulations encourage les exportations et décourage les importations. Des droits de douane sont instaurés sur les importations et des subventions à l'exportation sont mises en place. L'exportation de certaines matières premières est proscrite et les Navigation Acts interdisent aux marchands étrangers de faire du commerce intérieur en Angleterre.
Dans la seconde partie du XVIIIe siècle, lorsque l'Angleterre étend ses colonies et les fait passer sous son contrôle, des règles y sont édictées les autorisant à produire seulement des matières premières et à faire du commerce uniquement avec l'Angleterre. Cela conduit à des tensions croissantes avec les habitants de ces colonies. Ces difficultés, comme l'épisode fameux de la Boston Tea Party, seront une des causes majeures de la guerre d'indépendance des États-Unis.
Au XVIIIe siècle, ces politiques contribuent à faire de l'Angleterre le principal commerçant du monde, et une puissance économique internationale. Elle s'appuie sur sa flotte de guerre, la Royal Navy, constituée progressivement grâce à la puissance fiscale de l'État, comme le montre Patrick O'Brien, lors de la Révolution financière britannique. Sur le plan intérieur, la conversion des terres non cultivées en terres agricoles provoque un effet bénéfique durable. Pour maximiser le pouvoir d'une nation, les mercantilistes sont d'avis que toutes les terres et les ressources doivent être utilisées au maximum, ce qui conduit à lancer des projets de grands travaux majeurs comme le drainage de la région des Fens.

### États allemands
Certains États de l'Empire embrassent les thèses mercantilistes, notamment la Prusse, qui sous Frédéric le Grand est sans doute l'économie la plus rigide d'Europe. Sur cette base doctrinale, l'Allemagne donne naissance à une école originale, dite des « caméralistes » qui conserve une influence jusqu'au XIXe siècle.

### Dans d'autres pays
Les autres nations ont épousé les thèses mercantilistes à des degrés divers.
- En Europe centrale et en Scandinavie après la guerre de Trente Ans (1618-1648), Christine de Suède et Christian IV de Danemark deviennent de notables partisans du mercantilisme. Les empereurs d'Autriche Habsbourg ont longtemps été intéressés par les idées mercantilistes, mais l'étendue et la relative décentralisation de cet empire rendent l'application de telles mesures difficiles.
- En Russie, Pierre le Grand tente de mettre en œuvre les idées mercantilistes, sans trop de succès, à cause de l'absence d'une classe significative de commerçants ou d'une base industrielle.

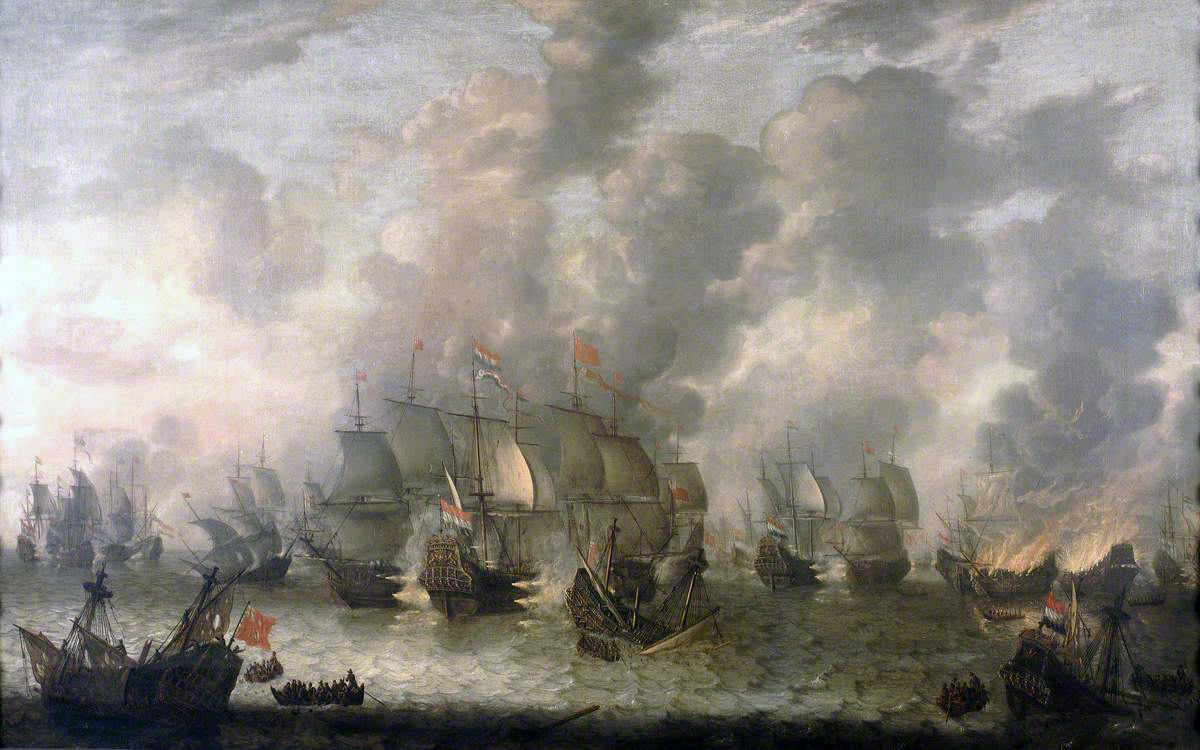
La bataille de Scheveningen, 10 août 1653 par Jan Abrahamsz Beerstraaten, dessiné vers 1654, représente la bataille finale de la première guerre anglo-néerlandaise.

## Théorie
Le mercantilisme n'est au départ certainement pas un courant de pensée homogène, voire une théorie économique unifiée. Il renvoie à des pratiques et à des politiques diverses d'États naissants, à la recherche de légitimité dans des contextes différents, à des périodes souvent très différentes : Espagne, Hollande, Angleterre, France, etc.
Si tous les économistes européens qui ont écrit entre 1500 et 1750 sont, de nos jours, étiquetés comme mercantilistes, aucun d'eux ne se situe sur le plan de la théorie économique. En revanche, tous s'efforcent de dégager les meilleures pratiques relatives à un domaine particulier de l'économie.
Un certain degré de formalisation vient par la suite, et de façon pragmatique, sous la conduite de personnalités fortes comme Jean-Baptiste Colbert qui, pour forger la doctrine du colbertisme, bénéficie d'un champ d'action étendu, d'une longue durée aux affaires, et d'un pouvoir quasi sans limite comme ministre d'État du Roi-Soleil.
Ce n'est qu'au XXe siècle que des chercheurs s'efforcent — avec plus ou moins de succès — de regrouper ces diverses pratiques dans un corpus théorique. Eli F. Heckscher voit dans les écrits de l'époque à la fois un système de pouvoir politique, un système de réglementation de l’activité économique, un système protectionniste et aussi un système monétaire avec la théorie de la balance du commerce. Toutefois d'autres auteurs rejettent l'idée d'un système mercantiliste pour la raison qu'il est fondé sur une unité fictive de concepts disparates. Ainsi, l'historien de la pensée économique Mark Blaug indique que le mercantilisme a été considéré dans l'histoire économique comme une « valise encombrante », une « diversion d’historiographie », et une « baudruche théorique géante ».
Toutefois, on peut trouver des paramètres communs chez les différents auteurs :
- Le commerce comme enjeu de puissance : Certains mercantilistes conçoivent le système économique comme un jeu à somme nulle, où le gain réalisé par un agent se traduit par la perte d'un autre agent. Comme le dit à l'époque Jean Bodin : « Il n’y a personne qui gagne qu’un autre n’y perde » (Les Six livres de la République). De ce fait, toute politique économique bénéficiant à un groupe d'individus, étant par définition néfaste à un autre, l'économie intérieure n'a que très peu d'effet sur l'augmentation du bien-être social général[25]. Et puisque le commerce intérieur n'augmente pas ou peu la richesse nationale, il est donc justifié et souhaitable de donner la priorité au commerce extérieur pour répondre à cet impératif.
- Au début du XVIIIe siècle, la thèse de l'avantage mutuel est plus généralement acceptée : elle assure que chaque pays qui prend part au commerce international peut prétendre y trouver avantage et profit[26]. Mais il semble que les écrits mercantilistes soient généralement produits pour justifier a posteriori des choix politiques, plutôt que d'en évaluer l'impact a priori en vue de déterminer la meilleure option à mettre en œuvre[27].
- La recherche de la richesse :

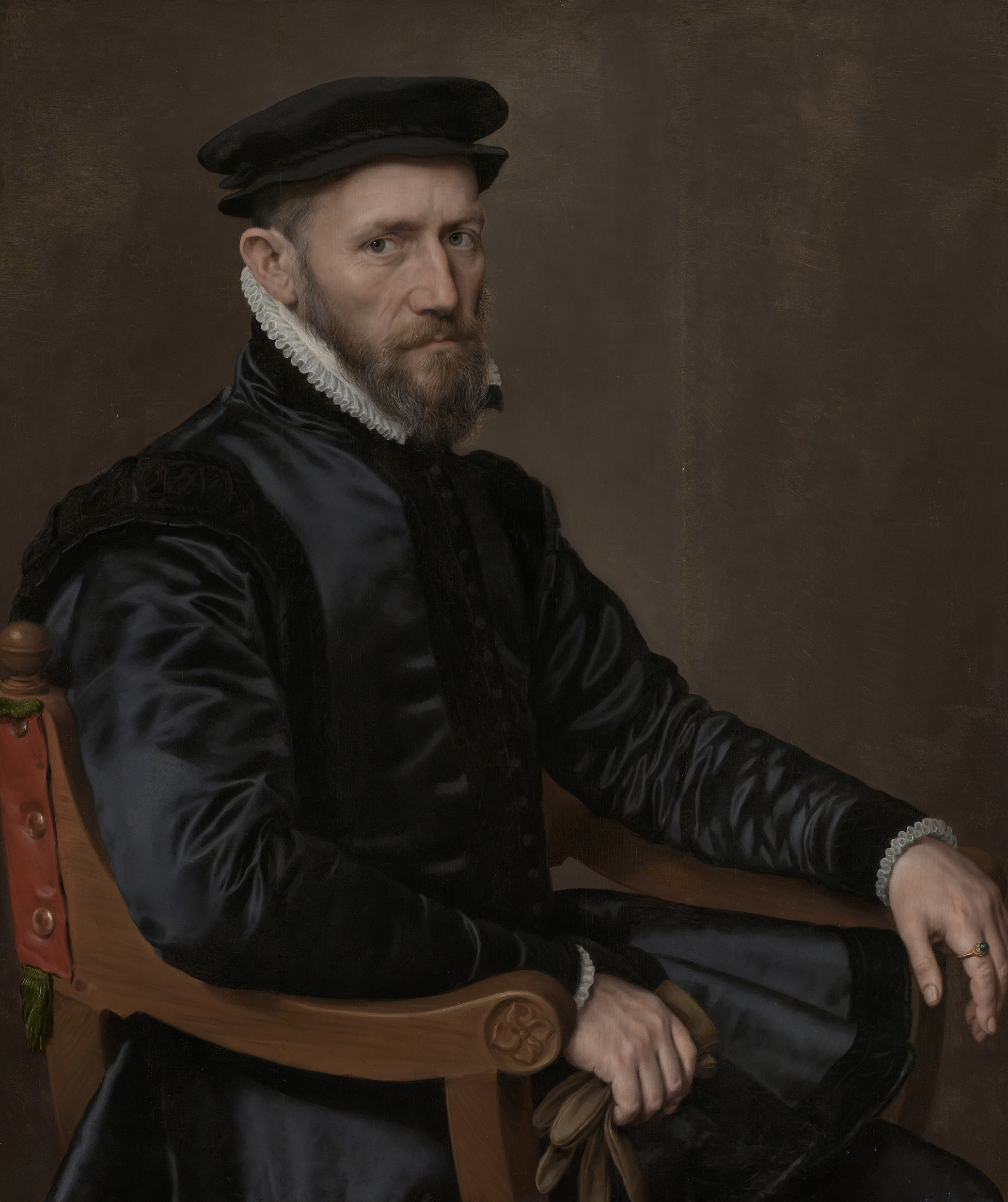
Thomas Gresham, marchand et financier anglais

Les premières théories mercantilistes développées au début du XVIe siècle sont marquées par le bullionisme (de l'anglais bullion : or en lingots).

« La double fonction que remplit l’Argent, comme instrument de commerce et comme mesure des valeurs, a naturellement livré cette idée populaire que l’Argent fait la richesse, ou que la richesse consiste dans l’abondance de l’or et de l’argent […]. On raisonne de la même manière à l’égard d’un pays. Un pays riche est celui qui abonde en argent, et le moyen le plus simple d’enrichir le sien, c’est d’y entasser l’or et l’argent […]. Du fait du succès croissant de ces idées, les différentes nations d’Europe se sont appliquées, quoique sans beaucoup de succès, à chercher tous les moyens possibles d’accumuler l’or et l’argent. L’Espagne et le Portugal, possesseurs des principales mines qui fournissent ces métaux à l’Europe, en ont prohibé l’exportation sous les peines les plus graves, ou l’ont assujettie à des droits énormes. Cette même prohibition a fait longtemps partie de la politique de la plupart des nations de l’Europe. On la trouve même là où l’on devrait le moins s’y attendre, dans quelques anciens actes du parlement d’Écosse, qui défendent, sous de fortes peines, de transporter l’or et l’argent hors du royaume. La même politique a aussi été mise en place en France et en Angleterre »

— Adam Smith, Richesse des nations, livre IV, chapitre I
Le rôle des États-nations va croissant : durant cette période, d'importantes quantités d'or et d'argent affluent des colonies espagnoles du Nouveau Monde vers l'Europe. À l'origine, pour les auteurs bullionistes, tels que Jean Bodin ou Thomas Gresham, la richesse et le pouvoir de l'État sont mesurés par la quantité d'or qu'il possède. Chaque nation doit accroître son pouvoir en accroissant ses réserves d'or aux dépens des autres nations. La prospérité d'un État est censée être mesurée par la richesse accumulée par son gouvernement, sans référence au revenu national. Cet intérêt pour les réserves d'or et d'argent s'explique en partie par l'importance de ces matières premières en temps de guerre. Les armées comprennent nombre de mercenaires qui sont payés en or. À part le cas de quelques pays européens qui contrôlent les mines d'or et d'argent, le commerce international reste la principale méthode d'acquisition de ces matières premières. Il revient donc à l'État, en exportant davantage qu'il n'importe, de tout faire pour enregistrer une « balance du commerce » (ce qui correspond, de nos jours, à la balance commerciale) excédentaire, soit une entrée nette d'argent. L'excédent commercial est l'objectif économique majeur, l'exportation d'or est proscrite. Les « bullionistes » prescrivaient en outre la mise en place de taux d'intérêt élevés pour encourager les investisseurs à placer leur argent dans le pays.
Au XVIIe siècle se développe une version plus élaborée des idées mercantilistes, qui rejette la vision simpliste du bullionisme. Les auteurs, tel Thomas Mun, élargissent la définition de l'objectif principal : certes l'or demeure la principale richesse, mais l'accroissement de la richesse peut aussi résulter de l'accumulation d'autres sources, telles que les marchandises par exemple.

« (…) ce n'est pas la grande quantité d'or et d'argent qui font les grandes et véritables richesses d'un État, puisqu’il y a de très grands Païs dans le monde qui abondent en or et en argent, et qui n’en sont pas plus à leur aise, ni plus heureux […]. La vraye richesse d'un Royaume consiste dans l'abondance des Denrées, dont l'usage est si nécessaire au soûtien de la vie des hommes, qu’ils ne sçauroient s’en passer ; »

— Sébastien Le Prestre de Vauban, Projet d’une dixme royale, 1707, p. 77-78.
L'objectif d'une balance commerciale excédentaire est toujours recherché mais il peut être profitable d'importer des marchandises d'Asie, en contrepartie d'or, pour ensuite les revendre sur le marché européen en faisant d'importants profits. Pour Antonio Serra (1613), l'excédent de la balance commerciale n'est qu'un « indicateur » de la richesse d'un pays et non une finalité. Vue que partageront des auteurs comme Mun et Montchrestien.

« Et pour rendre la chose encore plus claire, quand nous disons […] que 100 000 livres exportées en espèces peuvent faire importer l’équivalent d’environ 500 000 livres sterling en marchandises des Indes Orientales, il faut comprendre que la partie de cette somme qui peut proprement s’appeler notre importation, étant consommée dans le royaume, est d’une valeur d’environ 120 000 livres sterling par an. De sorte que le reste, soit 380 000 livres, est matière exportée à l’étranger sous la forme de nos draps, de notre plomb, de notre étain, ou de tout autre produit de notre pays, au grand accroissement du patrimoine du royaume et ce en trésor, si bien qu’on est en droit de conclure que le commerce des Indes Orientales pourvoit à cette fin. »

— Thomas Mun, A Discourse of Trade from England unto the East-Indies, 1621.
Cette nouvelle vision rejette dorénavant l'exportation de matières premières. Car celles-ci, transformées dans le pays en biens finaux plus élaborés, peuvent constituer une importante source de richesse. Alors que le bullionisme avait soutenu l'exportation en masse de laine de Grande-Bretagne, la nouvelle génération de mercantilistes soutient l'interdiction totale de l'exportation de matières premières brutes pour au contraire favoriser le développement d'industries manufacturières domestiques. D'autre part, comme les industries nécessitent d’importants capitaux, le XVIIe siècle connait un allègement général des restrictions mises en place contre l'usure. Selon William Petty, le taux d'intérêt est vu comme une compensation pour la gêne occasionnée au prêteur lorsqu'il se démunit de sa liquidité. À partir de 1651, les Navigation Acts donnent aux navires anglais l'exclusivité des relations entre la mère-patrie et ses colonies, et interdisent aux bateaux étrangers transportant d'autres marchandises qu'anglaises d'entrer dans les ports anglais. Le but premier étant de restreindre l'expansion des Pays-Bas en interdisant aux Hollandais l'accès à certains ports.
Les conséquences en matière de politique intérieure tirées des préceptes mercantilistes sont loin d'être unifiées et restent fragmentées. Alors qu'Adam Smith – et surtout ses interprètes postérieurs, comme Nassau Senior – décrivent le mercantilisme comme appelant des contrôles très stricts de l'économie, les recommandations des penseurs mercantilistes sont en réalité plus diverses, sinon parfois divergentes.
Certains soutenaient la création de monopoles et autres lettres patentes. Mais d'autres critiquaient le risque de corruption et de l'inefficacité de tels systèmes. De nombreux mercantilistes ont également reconnu que la mise en place de quotas et du plafonnement des prix était source de marchés noirs.
En revanche, la plupart des théoriciens mercantilistes recommande un bas niveau de rémunération des travailleurs et des agriculteurs, lesquels sont censés pouvoir vivre d'un revenu proche du niveau de subsistance, afin de maximiser la production. Un revenu, du temps libre supplémentaire ou une meilleure éducation de ces populations ne pourraient que créer de la paresse et nuiraient à l'économie.
Fénelon illustre bien cette tendance en imaginant la cité idéale : « Les lois que nous venons d'établir pour l'agriculture rendront leur vie laborieuse ; et, dans leur abondance, ils n'auront que le nécessaire, parce que nous retrancherons tous les arts qui fournissent le superflu. Cette abondance même sera diminuée par la facilité des mariages et par la grande multiplication des familles. Chaque famille, étant nombreuse et ayant peu de terre, aura besoin de la cultiver par un travail sans relâche. C'est la mollesse et l'oisiveté qui rendent les peuples insolents et rebelles. […] il ne faut permettre à chaque famille, dans chaque classe, de pouvoir posséder que l'étendue de terre absolument nécessaire pour nourrir le nombre de personnes dont elle sera composée. […] tous auront des terres, mais chacun en aura fort peu, et sera excité par là à la bien cultiver. »
Les pays qui disposent d'une main-d'œuvre abondante sont censés bénéficier d'un double avantage :
- les industries qui se développent à cette période bénéficient d'un réservoir important de main-d'œuvre.
- le potentiel militaire du pays est renforcé.

Le fait que les salaires soient maintenus à un niveau bas est une incitation forte à travailler.
En Angleterre, tel est l'effet pervers des lois sur les pauvres (Poor Laws) qui mettent à la charge des paroisses une compensation financière destinée à compléter les salaires insuffisants. L'arrêt de Speenhamland crée en faveur des employeurs un formidable effet d'aubaine.
En France, le ministre Colbert fera travailler des enfants âgés de six ans dans les manufactures d’État.
Les historiens du mercantilisme insistent sur la place centrale de l'État dans le choix mercantiliste.
Selon Eli Heckscher, « un des traits majeurs de l'économie politique [mercantiliste] sinon le plus important de tous [était] ce qui est appelé en France « fiscalisme »… L'État, par ses interventions, voulait créer de fortes sources de revenu pour lui-même (…), [et] exploitait à ses propres fins les avantages monopolistiques que les guildes avaient garantis à leurs membres et que les propriétaires privés de moyens de production avaient reçus pour eux-mêmes ».
Pour Ekelund et Tollison, des économistes de l'école des choix publics, le principal souci de Colbert était, d'abord et avant tout, de faire rentrer des impôts. C'est parce qu'il ne put réformer la « taille réelle », tant cette réforme était impopulaire, qu'il se lança dans la création et la vente de droits de monopole. Les théories mercantilistes ne sont pas seulement économiques mais ont aussi une importante dimension sociopolitique aux conséquences historiques importantes.
Max Weber, dans son œuvre, souligne combien les puritains anglais étaient opposés, à la même période, à la vente de monopoles par les Stuarts. En effet, cela les aurait tenus à l'écart de secteurs où ils pouvaient développer au mieux les dons et la capacité que Dieu leur avait donnés. Weber insiste également sur l'influence de cette opposition dans les révolutions anglaises du XVIIe siècle.
Plus tard, cette nouvelle discipline devient véritablement une science économique avec la physiocratie.
Adam Smith en fait une critique forte dans le livre IV de La Richesse des Nations et qualifie le mercantilisme d'« économie au service du Prince ». Il est le premier à faire une description systématique du « système mercantile », terme qui apparaît dans la « philosophie rurale » du marquis de Mirabeau en 1763, à propos de la politique économique conduite à cette époque.
Certains, représentés par Jacob Viner, considèrent que les idées mercantilistes occupent une place prédominante et durable parce qu'à l'époque elles correspondent au bon sens et que les chercheurs ne disposent pas des outils analytiques leur permettant de mettre en cause ces théories.
Une seconde école, comptant notamment Robert Ekelund, soutient que le mercantilisme n'est pas une erreur historique, mais plutôt le meilleur système que les théoriciens soient capables d'élaborer à l'époque. Cette école avance l'idée que les politiques mercantilistes sont développées et mises en œuvre par des marchands et des hauts fonctionnaires à la recherche de rentes. Les marchands bénéficient grandement des monopoles, des interdictions de la concurrence étrangère et du maintien délibéré au seuil de subsistance des travailleurs. Les gouvernements tirent profit des droits de douane élevés et des achats réalisés par les marchands. Si les idées économiques ont été développées ultérieurement par des chercheurs et des philosophes, pratiquement tous les auteurs mercantilistes sont en réalité des praticiens : soit marchands, soit fonctionnaires.

## Critiques, évolution et disparition
L'importance accordée à l'or fait l'objet de critiques, même si de nombreux mercantilistes ont pris leurs distances avec le bullionisme (accumulation de métaux précieux). Adam Smith montre que l'or est une marchandise comme les autres, et ne mérite donc pas un traitement spécial ; l'or n'est rien d'autre qu'un métal jaune qui a une valeur élevée uniquement du fait de sa rareté.
De nombreux économistes ou philosophes, comme John Locke ou David Hume, font valoir que le commerce n'est pas un jeu à somme nulle, mais comme un jeu à somme positive.
David Ricardo, qui développe la notion d'avantage comparatif, contribue à faire mieux comprendre les effets de la spécialisation internationale. Ainsi le Portugal est un producteur beaucoup plus efficace de vin que l'Angleterre, alors que cette dernière est relativement plus efficace dans la production de vêtements. Ainsi, si le Portugal se spécialise dans le vin et l'Angleterre dans l'habillement, les deux pays sont gagnants dans le cadre des échanges du commerce international.
De ce point de vue, la mise en place de restrictions aux importations et de droits de douane doit être conduite avec le plus grand discernement sous peine de contribuer à un appauvrissement des pays.
La critique de la « théorie mercantile » ou du « système mercantile » vient en France de l'école des physiocrates et en Angleterre d'Adam Smith (Recherches sur la nature et les causes de la richesse des nations 1776). Cependant, les arguments des physiocrates n'ont pas toujours été bien compris et la présentation faite (notamment par Smith) des idées mercantilistes s'avère souvent simpliste.
Assimilée par beaucoup de ses contemporains à la défense statique d'intérêts particuliers, la pensée mercantiliste est en réalité une dynamique de rupture qui s'amorce et profite d'une période de changements importants dans les jeux de pouvoir.

### Grande-Bretagne
Le mercantilisme change de nature après la Révolution : la venue au pouvoir d'une classe moyenne très agressive soutient les projets visant à en découdre et en finir avec la suprématie hollandaise. Le Parlement obtient le pouvoir de subventionner non plus des monopoles pour des individus – comme les marchands aventuriers – pouvoir jusqu'alors réservé au monarque, mais des activités économiques. Ainsi se met en place une politique globale de protection des intérêts commerciaux de la Grande-Bretagne au sein de laquelle une compétition peut s'engager entre entreprises nationales.
Les lois mercantilistes sont progressivement supprimées tout au long du XVIIIe siècle en Grande Bretagne, au fur et à mesure que s'affirme son hégémonie, notamment après l'élimination de la suprématie hollandaise sur le commerce maritime contre laquelle elles avaient été conçues. Au cours du XIXe siècle, le gouvernement britannique choisit le libre-échange et le « laissez-faire » en matière économique, attribués par le Premier ministre William Pitt aux travaux d'Adam Smith.

### Sur le continent
Le processus d'évolution fut différent.
- En France, le contrôle économique demeure entre les mains du pouvoir royal et le mercantilisme prospère jusqu'au traité de commerce franco-anglais, dit traité d'Eden, de 1786[36]. Mais dans les faits, des historiens comme Patrick O'Brien ont montré que les droits de douane anglais étaient bien plus élevés en Angleterre qu'en France. Il faudra attendre le traité franco-anglais de 1860, négocié par le saint-simonien Michel Chevalier, pour aller vers une égalisation progressive des droits de douane anglais et français, avant un retour au protectionnisme avec la récession de la fin du XIXe siècle.
- En Allemagne, le mercantilisme demeure une idéologie importante au cours du XIXe siècle – notamment du fait des travaux de l'économiste Friedrich List – et jusqu'au début du XXe siècle, période durant laquelle l'École historique allemande bénéficie d'une place importante[37].

## Semi-réhabilitation
Les chercheurs restent divisés sur la place et la portée réelle des idées mercantilistes.
Les mercantilistes, qui sont généralement des praticiens, comme William Petty, rassemblent un nombre considérable de données et les utilisent pour leur recherche. À ce titre, Petty est généralement crédité d'avoir été le premier à utiliser des analyses empiriques pour étudier l'économie. Adam Smith au contraire rejette la méthode, prétextant que les raisonnements déductifs à partir des principes de base sont la méthode adéquate pour mettre à jour des vérités économiques.
On reconnaît par ailleurs que des politiques d'inspiration mercantiliste ont eu un impact positif sur les États. Adam Smith loue les Actes de Navigation pour leur contribution à l'expansion de la flotte de commerce britannique qui joua un rôle majeur dans la transformation de l'Angleterre en la superpuissance navale et économique qu'elle va devenir pour plus de deux siècles.
Aujourd'hui, les historiens de la pensée économique s'éloignent d'une remise en cause totale des idées mercantilistes, notamment en replaçant ces théories dans leur contexte historique.
Pour Schumpeter, Adam Smith a développé une « critique inintelligente » du mercantilisme, dans lequel il voit les prémices de la politique industrielle.
Au XXe siècle, John Maynard Keynes soutient certains principes mercantilistes et dénonce la vision d'Adam Smith qui ne voit les véritables causes de la prospérité que dans les marchandises, la population et les institutions. Keynes rappelle combien l'offre de monnaie, la balance commerciale et les taux d'intérêt jouent un rôle majeur dans une économie :

« Nous sommes tentés de voir dans la monnaie un élixir qui stimule l'activité du système. »

— John Maynard Keynes, Théorie générale de l'emploi, de l'intérêt et de la monnaie, chap. 13, III, 1936.

« En un temps où elles [les autorités] ne pouvaient agir directement sur le taux de l’intérêt intérieur ou sur les autres motifs qui incitent à l’investissement domestique, les mesures propres à améliorer la balance commerciale étaient leurs seuls moyens directs d’augmenter l’investissement extérieur ; et l’effet d’une balance commerciale favorable sur les entrées de métaux précieux était en même temps leur seul moyen indirect de réduire le taux de l’intérêt intérieur, c’est-à-dire d’accroître l’incitation à l’investissement domestique »

— John Maynard Keynes, Théorie générale de l'emploi, de l'intérêt et de la monnaie, chap. 23, trad. fr. P. B. Payot, p. 332

## Mercantilisme éclairé ou néo-mercantilisme?
Les efforts de Keynes pour réhabiliter les idées mercantilistes n'ont cependant pas suffi à redresser la tendance : le mercantilisme reste associé à un mouvement historique ancien, avec une connotation péjorative, en ce sens qu'il est souvent associé au seul volet défensif de ses préconisations (à savoir la promotion exclusive de mesures protectionnistes).
À y regarder de plus près, la postérité du mercantilisme reste sans doute plus grande dans la pratique politique que dans la théorie économique.
Si la pensée économique du XIXe siècle est dominée par les écoles classique puis néoclassique, plutôt favorables au libre-échange, la pratique politique reste largement influencée par les idées mercantilistes.
Selon l’historien Paul Bairoch, bien que « les hommes commencèrent à plus raisonner en termes de niveau de développement à atteindre plus ou moins rapidement qu’en termes d’appropriation d’une plus grande part de richesse », en 1815 comme en 1913, le monde occidental est « un océan de protectionnisme cernant quelques îlots libéraux. »
- Depuis la fin de la Seconde Guerre mondiale, on a assisté à une libéralisation continue du commerce mondial sous l’impulsion des grandes institutions libre-échangistes telles que l’Organisation mondiale du commerce (OMC), la Banque mondiale ou le Fonds monétaire international (FMI). Pourtant certains économistes comme Paul Krugman ont décrit ces institutions comme guidées par un « mercantilisme éclairé », qui ne cherche pas à promouvoir les principes du libre-échange, mais à favoriser les concessions commerciales mutuellement avantageuses[40]. D’autres économistes radicaux vont jusqu’à affirmer que ces organisations, sous le prétexte du libre-échangisme, imposent la forme de commerce international souhaitée par les grandes puissances économiques qui les contrôlent.

Selon Daniel Cohen, les récents échecs des négociations au sein de l’OMC sont révélateurs de ce « mercantilisme éclairé ». Si les négociations des rounds antérieurs avaient pu aboutir, c’est grâce à des compromis, à des concessions réciproques et équitables. Les pays riches acceptaient par exemple de libéraliser le secteur textile en échange d’avantages en matière de services financiers concédés par les pays en voie de développement. Au contraire, lors du sommet de Cancún de 2003, les négociations entre pays riches et pauvres ont changé de nature. Les débats se sont focalisés sur la question agricole où les opportunités d’un échange mutuellement profitable ont paru inexistantes. Loin d’être un « jeu à somme positive », le commerce international est dès lors apparu comme un « jeu à somme nulle », l’enjeu du sommet étant devenu : « nos agriculteurs ou les vôtres », comme si les gains d’une nation signifiaient des pertes pour une autre.
- Le terme néo-mercantilisme sert à désigner, le plus souvent de manière péjorative, les politiques contemporaines rappelant certaines des mercantilistes du XVIIIe siècle : avec leur volet défensif (mesures protectionnistes) et/ou leur volet offensif (politiques commerciales agressives où l’État s’implique afin d’accroître la compétitivité des entreprises nationales).

Dans le contexte de la mondialisation, le néo-mercantilisme invoque le concept de « compétition mondiale », voire de « guerre économique » entre les nations. Selon lui, la protection des entreprises nationales et le soutien à leur compétitivité sur les marchés mondiaux est nécessaire parce que profitable à l’économie nationale. Le concept de patriotisme économique est de plus en plus mis en avant en lien avec des mesures indirectes de protectionnisme. Peuvent être taxées de néo-mercantilistes :
- les soutiens à l'industrie nationale par des subventions ou des commandes d’État,
- l'imposition de quotas, de taxes ou de normes à l’importation, afin de protéger le marché intérieur (exemple : le conflit Boeing-Airbus, lié aux subventions attribuées à chacune de ses entreprises par les gouvernements américain (sous la forme de commandes) et européens, est une illustration du néo-mercantilisme),
- Le concept de « guerre économique » vient alimenter les campagnes politiques des grandes puissances économiques : il faut « faire l’Europe pour faire le poids » disait une affiche du Parti socialiste français, présentant l’Europe face à un sumo japonais et un obèse américain lors de la campagne électorale précédant le référendum sur le traité de Maastricht en 1992. Selon certains, de telles politiques viennent contrebalancer les effets présumés négatifs de la globalisation économique sur la justice sociale, tandis que les économistes libre-échangistes pensent qu’elles viennent favoriser les intérêts particuliers de quelques industries en nuisant à l’intérêt général. Cependant, le concept de préférence communautaire n'est pas une réalité juridique ou même économique. S'il fut consacré par la Cour de justice des Communautés européennes le 13 mars 1968 en matière de politique agricole commune (en fonction d'un droit de douane sur les produits provenant de pays tiers), il s'est rapidement heurté aux objectifs du GATT. À l'heure actuelle subsiste un tarif extérieur commun suscitant souvent d'âpres discussions entre les pays membres de l'Union européenne et l'Organisation mondiale du commerce.
- Une minorité d'économistes, tels que Jean-Luc Gréau ou Jacques Sapir en France, prônent la mise en place d'un protectionnisme éducateur « à la Friedrich List » au niveau européen et national pour assurer la croissance de l'économie continentale de la déferlante de produits bon marché en provenance d'Asie, prenant comme contre-exemple les conséquences socioéconomiques liées à la fin des accords multi-fibres pour le textile européen. À défaut, ils prévoient l'entrée dans un processus de « latinaméricanisation » de l'Europe, selon l'expression d'Erik Reinert, pour qui le principe ricardien de spécialisation dans des avantages comparatifs naturels enferme les pays dans des activités à rendements décroissants.